# 永甸镇
永甸镇，是中华人民共和国辽宁省丹东市宽甸满族自治县下辖的一个乡镇级行政单位。

## 行政区划
永甸镇下辖以下地区：
永甸镇社区、永甸村、碑沟村、磙子沟村、窑场村、军民村、坦甸村、上趟子村、牛皮闸村、幸福村、红旗村、太平沟村和湾沟村。